# Niwa (Koniecpol)
Niwa – zniesiona, historyczna część miasta Koniecpola, na prawym brzegu Pilicy. Rozpościerają się wzdłuż ulicy o nazwie Przedmieście Niwskie. Do 1959 samodzielna wieś, posiadająca odrębną historię i powiązania administracyjne od Koniecpola, który związany był z powiatem radomszczańskim w Łódzkiem, podczas gdy Niwa związana był z powiatem włoszczowskim w Kieleckiem. Obecnie obie miejscowości należą do powiatu częstochowskiego w województwie śląskim. Leży 500 m od granicy województwa świętokrzyskiego.
Nazwę zniesiono 1 stycznia 2025.

## Historia
W latach 1867–1954 Niwa należała do gminy Chrząstów w powiecie włoszczowski w guberni kieleckiej. W II RP przynależała do woj. kieleckiego, gdzie 4 listopada 1933 wraz z gajówką Tomaszów, gajówką Połońskie i osadą Misiowa utworzyły gromadę o nazwie Niwa w gminie Chrząstów.
Podczas II wojny światowej włączona do Generalnego Gubernatorstwa. Po wojnie powrócono do stanu sprzed z 1939, a Niwa stanowiła jedną z gromad gminy Chrząstów.
W związku z reformą znoszącą gminy jesienią 1954 roku, Niwę włączono do nowo utworzonej gromady Chrząstów.
31 grudnia 1959 z gromady Chrząstów wyłączono Niwę (a także osadę Chrząstów, osadę tartakową Chrząstów, stację kolejową Koniecpol, osady Komora i Grobla oraz gajówki Połońskie i Tomaszów), włączając je do miasta Koniecpol, przyłączonego tego samego dnia do powiatu włoszczowskiego z powiatu radomszczańskiego w woj. łódzkim. W związku z tym Niwa stała się peryferyjnie położonym obszarem miejskim.